# Bird on 52nd St.
Bird on 52nd St. è un album live del sassofonista jazz Charlie Parker pubblicato negli USA nel 1948. 

## Descrizione
L'esibizione fu registrata il 6 luglio 1948 nel locale Onyx Club sulla cinquantaduesima strada a New York su un registratore non professionale. Nonostante le successive opere di restauro e di rimasterizzazione in digitale dell'audio effettuate nel 1994 per la ristampa in formato CD, la qualità sonora della registrazione resta comunque alquanto scadente e problematica, caratterizzata da continui rumori e fruscii di fondo.

## Tracce
1. 52nd Street Theme (Thelonious Monk) - 2:19
2. Shaw 'Nuff (Ray Brown, Gil Fuller, Dizzy Gillespie) - 1:33
3. Out of Nowhere (Johnny Green, Edward Heyman) - 3:05
4. Hot House (Tadd Dameron) - 2:15
5. This Time the Dream's on Me (Harold Arlen, Johnny Mercer) - 2:21
6. A Night in Tunisia (Dizzy Gillespie) - 3:29
7. My Old Flame (Sam Coslow, Arthur Johnston) - 3:24
8. 52nd Street Theme - 1:05
9. The Way You Look Tonight (Jerome Kern, Dorothy Fields) - 4:42
10. Out of Nowhere - 2:35
11. Chasin' the Bird (Parker) - 1:47
12. This Time the Dreams's on Me - 3:29
13. Dizzy Atmosphere (Gillespie) - 2:59
14. How High the Moon (Nancy Hamilton, Morgan Lewis) - 3:38
15. 52nd Street Theme - 1:14

## Musicisti
- Charlie Parker - sax alto
- Miles Davis - tromba
- Duke Jordan - pianoforte
- Tommy Potter - contrabbasso
- Max Roach - batteria